# Dahlia Grey
Dahlia Grey est une actrice pornographique américaine, née à Seattle dans l'État de Washington (États-Unis) le 14 février 1972.

## Biographie
Dahlia Grey a joué dans plusieurs films d'Andrew Blake, dans lesquels elle apparait parfois sous le nom de Jami Dion. C'est pour un film d'Andrew Blake, Playthings, qu'elle a obtenu l'AVN Award de la meilleure allumeuse (Best Tease Performance) en 2000. Elle a été Pet of the month du magazine Penthouse en mars 1992.

## Récompenses
- 2000 : AVN Award Meilleure allumeuse (Best Tease Performance) pour Playthings

### Nominations
- 2001 : AVN Award Meilleure allumeuse (Best Tease Performance) pour Aroused
- 2005 : AVN Award Meilleure allumeuse (Best Tease Performance) pour Flirts
- 2005 : AVN Award Meilleure scène de sexe entre filles - Films (Best All-Girl Sex Scene) pour Flirts et Naked Diva
- 2006 : AVN Award Meilleure allumeuse (Best Tease Performance) pour Teasers
- 2006 : AVN Award Meilleure scène de sexe entre filles - Films (Best All-Girl Sex Scene) pour Teasers